# New York Yacht Club
Der New York Yacht Club (NYYC) ist ein privater Yachtclub in New York City und Newport (Rhode Island) und wurde im Jahr 1844 gegründet. Er ist einer der weltweit bedeutendsten und einflussreichsten Vereine im Segelsport, dessen Geschichte eng mit der ältesten und noch heute ausgetragenen Segelregatta, dem America’s Cup, verbunden ist.
Seine Mitglieder haben sowohl zum Segelsport wie auch zur Yachtentwicklung beigetragen. Der Club hat 3000 Mitglieder, dabei hat die Zahl insbesondere in den letzten 20 Jahren deutlich zugenommen. Die Zunahme geht im Wesentlichen auf die sommerorientierten Aktivitäten der Basis in Rhode Island zurück. Die Mitgliedschaft im New York Yacht Club ist nur auf Einladung möglich. Der Club hat einen Vorsitzenden (Commodore), einen Vize- und einen unteren Commodore, einen Sekretär und einen Schatzmeister.

## Clubhäuser

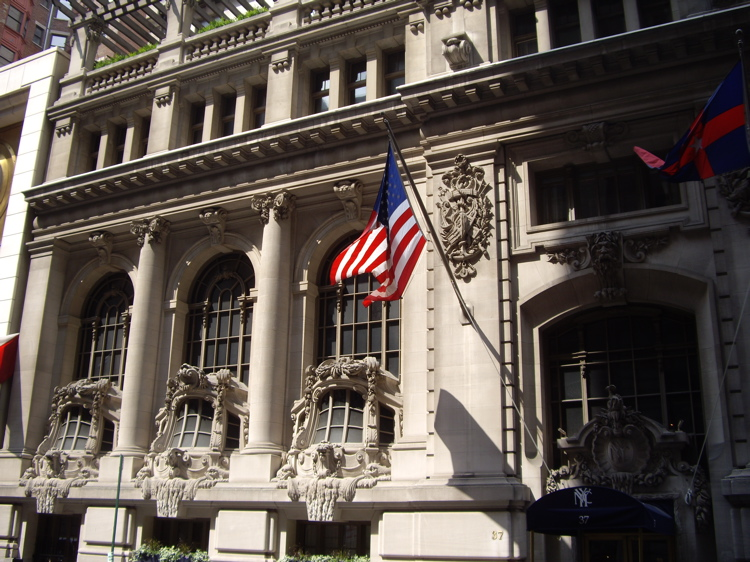
Clubhaus New York, Manhattan, 44. Straße

Das erste Clubhaus wurde 1845 in einem bescheidenen neugotischen Stil in Hoboken (New Jersey) eingerichtet. Das Haus war ein Geschenk des Commodore Stevens. Das heutige zentrale Clubhaus liegt in 37 West, 44. Straße, in Midtown Manhattan. Es ist ein sechsstöckiges Prachtgebäude im Stil der Beaux-Arts-Architektur mit einer Kalkstein-Fassade, deren Gestaltung nautische Themen aufgreift. Das Haus wurde 1901 eröffnet. Der Entwurf stammte vom Architekturbüro Warren and Wetmore, das kurz zuvor die Außenfassade des Grand Central Terminal gestaltet hatte. Den Mittelpunkt des Hauses bildet ein Modellraum mit der weltweit größten Sammlung von Schiffsvollmodellen und Halbmodellen. 1987 wurde das Clubhaus als National Historic Landmark eingestuft.
In Ergänzung zu seinem landgelegenen Zentralgebäude eröffnete der New York Yacht Club 1988 ein weiteres Clubhaus, das direkt am Wasser am Harbour Court in Newport (Rhode Island) liegt.

## Geschichte

### Gründung und die ersten Jahrzehnte

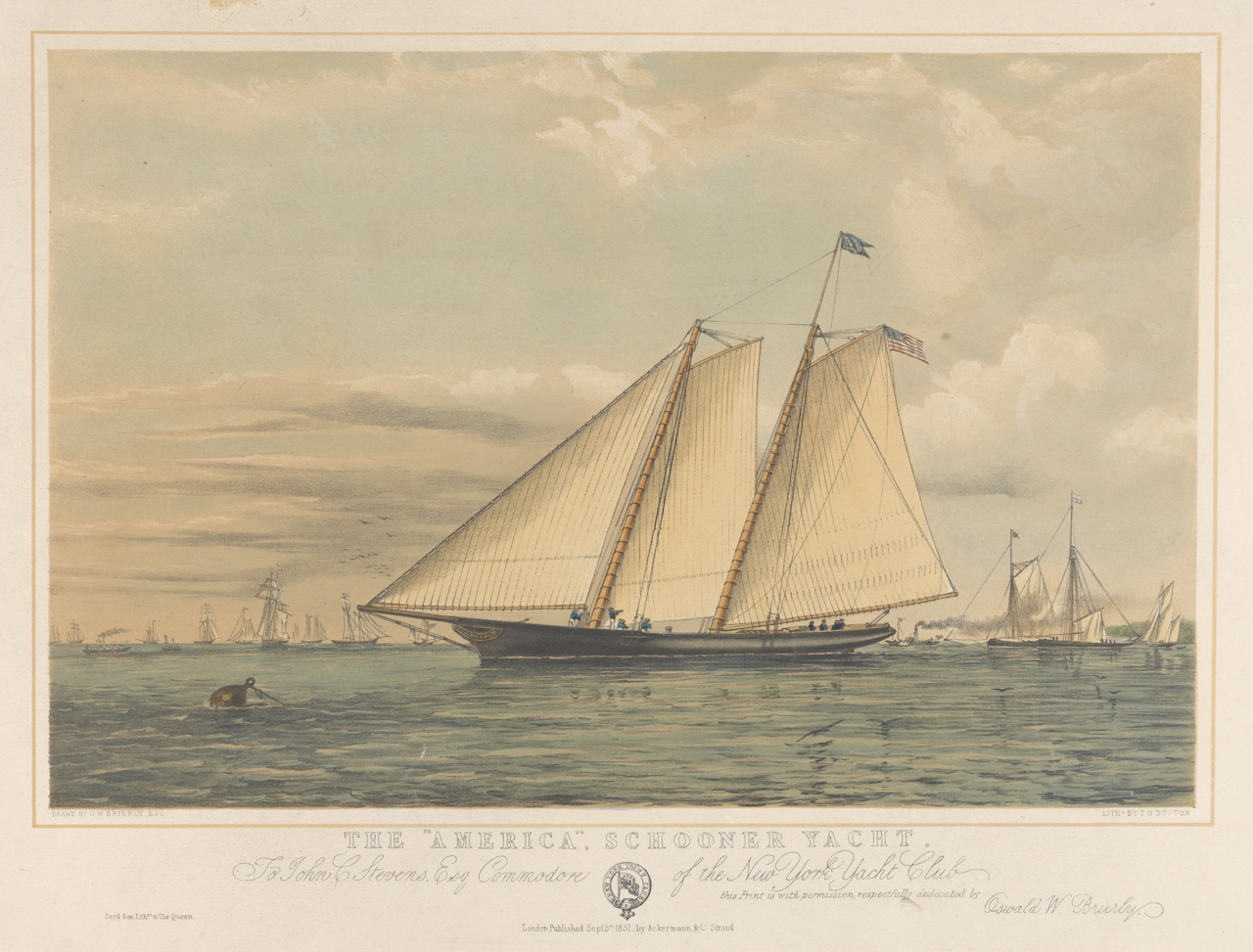
Yacht America (Lithografie)

Neun Männer gründeten am 30. Juli 1844 unter Federführung von John Cox Stevens den New York Yacht Club. Stevens war ein sportbegeisterter und prominenter New Yorker Bürger und wurde der erste Commodore des Clubs. Weitere Gründungsmitglieder waren George L. Schuyler und Hamilton Wilkes, die gemeinsam mit Stevens und zwei weiteren Personen das Konsortium bildeten, das den großen Schoner America baute und steuerte. Wilkes wurde erster Vize-Commodore. Schuyler war dem Club bis zu seinem Tod im Jahr 1890 als Berater verbunden und spielte eine entscheidende Rolle bei der Gründung der ältesten und noch heute ausgetragenen Segelregatta, dem America’s Cup. 1845 wurde der berühmte Stander (Burgee) des Clubs entworfen.
Seit der Clubgründung sind die Gewässer vor Newport ein zentraler Ort für den Segelsport des NYYC. Noch am Gründungstag beschlossen die Mitglieder, vom Battery Park nach Newport zu segeln. Für die Strecke brauchten sie zwei Tage. Dabei legten sie mehrere Zwischenstationen ein und unternahmen verschiedene Geschwindigkeitsversuche.

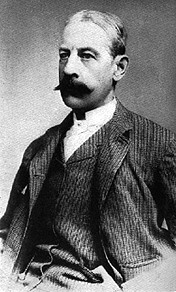
James Gordon Bennett, Jr.

In den ersten Jahrzehnten des Vereins lag das Hauptziel der meisten Mitglieder darin, an mit Preisgeld dotierten Segelregatten teilzunehmen. Nach dem Bau der America durch den NYYC 1851 gewann die Crew den One Hundred Sovereigns Cup rund um die Isle of Wight auf der jährlichen Regatta des Royal Yacht Squadron, dem altehrwürdigsten Yachtclub Großbritanniens. Den One Hundred Sovereigns Cup gewann die America am 22. August 1851 nach 53 Seemeilen um 20:37 Uhr Ortszeit mit 20 Minuten Vorsprung vor den 14 britischen Teilnehmern (Aurora, Arrow, Alarm und andere). Bei der Rückkehr nach New York stiftete John Cox Stevens den gewonnenen One Hundred Sovereigns Cup dem New York Yacht Club und begründete mit diesem Preis den America’s Cup, der erstmals 1870 vor New York zwischen den Yachten Magic (USA) und Gambria (Großbritannien) ausgetragen wurde (Sieger: Magic).
1865 gab sich der Club die Devise Nos agimur tumidis velis. In dieser Zeit veränderte sich die Mitgliedschaft. An die Stelle der „alten Garde“ trat eine neue Generation, die große Schoner bauen und von Profis steuern ließ. Kennzeichnend für diese Übergangsphase war 1866 der Rücktritt von Commodore Edwin Augustus Stevens, Bruder des Gründers John Cox Stevens und Konsortiumsmitglied der America.
Das Jahr 1866 ging mit der legendären „Transatlantic Race“ in die Club-Annalen ein. Im Dezember gewannen die NYYC-Schoner Henrietta, Fleetwing und Vesta die Regatta von der Sandbank Sandy Hook in New Jersey zur Isle of Wight und ein Gesamtpreisgeld in Höhe von $ 90.000. Sieger wurde die Henrietta des einundzwanzig Jahre alten James Gordon Bennett, Jr. unter dem professionellen Skipper Samuel S. Samuels in 13 Tagen, 21 Stunden und 55 Minuten. Bennett wurde daraufhin 1871 zum Commodore gewählt.
1876 kenterte die Mohawk, ein großer Centre-Board-Schoner, in einer plötzlichen Gewitterbö, als die belegten (festgemachten) Schoten nicht mehr rechtzeitig gefiert (gelöst) werden konnten. Vize-Commodore William T. Garner, seine Frau und die Besatzung kamen bei dem Unglück ums Leben. Die Tragödie führte wahrscheinlich dazu, dass der Bau dieses Schoner-Typs eingestellt wurde.
1911 sank das damalige Flaggschiff des NYYC, die Gunilda, nach einer Grundberührung im Oberen See.

### America’s Cup und Neuorientierung

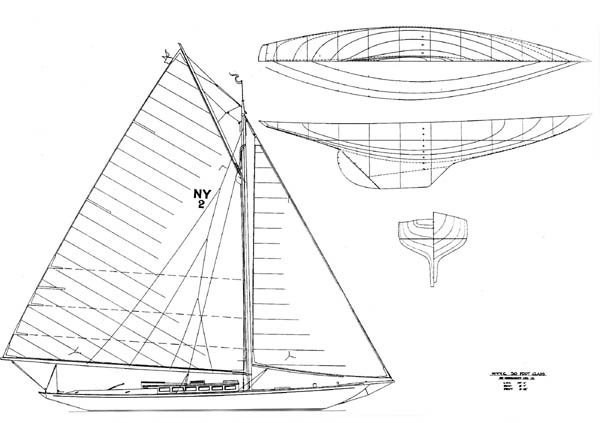
New York 30 Class, Entwurf von Nathanael Herreshoff

Im Laufe der Jahre entwickelten sich verschiedene Richtlinien für den America’s Cup, um über die Abmessungen der Yachten eine gewisse Chancengleichheit herzustellen. Im Jahre 1889 verabschiedete der NYYC die „Seawanhaka Rule“, ein Regel-System, das zwanzig Jahre lang Bestand haben sollte. Die „Seawanhaka Rule“ entstand in Zusammenarbeit mit dem Seawanhaka Corinthian Yacht Club aus der New Yorker Siedlung Oyster Bay. 1902 änderte der NYYC das System auf die „Herreshoff Rule“, die der berühmte Bootsbauer und Yachtdesigner Nathanael Herreshoff entwickelt hatte. Später umbenannt in Universal Rule übernahm die Mehrheit der führenden amerikanischen Yacht Clubs dieses Regelwerk. Es sollte die Yachtabmessungen für fast vierzig Jahre festlegen.
Der NYYC hielt den America’s Cup 132 Jahre lang – die längste Siegesserie in der Sportgeschichte. Erst 1983 musste sich der NYYC dem australischen Geschäftsmann Alan Bond bei dessen vierter Teilnahme geschlagen geben, dessen von John Bertrand gesteuerte Australia II den Cup am 26. September 1983 gewann. Die Australier schlugen dabei den legendären NYYC-Skipper Dennis Conner, der den Cup bei 9 Teilnahmen viermal für sich entschieden hatte.
Seit dem Verlust des America’s Cup geht der Club neue Wege. So nahm er Team-Rennen (team racing), Jollensegeln (dinghy racing) und Jugendsegeln (youth sailing) sowie zahlreiche internationale Regatten in sein Programm auf. 2002 führte der NYYC die Inter-Collegiate Sailing Association (ICSA) Sloop North American Championships und 2006 die Blind Sailing World Championships durch.

## Regatten
- 2005 Rolex Transatlantic Challenge
- New York Yacht Club Cruise, eine jährliche Serie im Juli oder August
- Annual Regatta, erstmals 1846
- Queen’s Cup Trophy
- 12-metre Worlds
- Una Cup
- Corsair Cup
- Astor Cups
- Solution Trophy